# Facundo Kruspzky
Facundo Daniel Kruspzky (Avellaneda; 28 de julio de 2002) es un futbolista argentino. Juega de mediocampista y actualmente juega en el Al-Wahda.

## Trayectoria

### Arsenal
Kruspzky surgió de las inferiores del Arsenal de Sarandí. Nació en el sur del conurbano Bonaerense, de padres jujeños. Su paso al primer equipo se produjo a finales de 2020, luego de participar en varios amistosos de pretemporada; incluyendo  Argentinos Juniors y Boca Juniors. Debutó el 1 de noviembre de 2020, al disputar 1 minuto por la Liga Profesional de Fútbol Argentino ante Unión de Santa Fe, tras ingresar por Nicolás Miracco. El 26 de octubre de 2022, se hizo oficial su salida del club.

## Estadísticas

### Clubes
| Club              | Div.       | Temporada  | Liga  | Liga  | Copas nacionales | Copas nacionales | Torneos internacionales | Torneos internacionales | Total | Total |
| Club              | Div.       | Temporada  | Part. | Goles | Part.            | Goles            | Part.                   | Goles                   | Part. | Goles |
| ----------------- | ---------- | ---------- | ----- | ----- | ---------------- | ---------------- | ----------------------- | ----------------------- | ----- | ----- |
| Arsenal Argentina | 1.ª        | 2020-21    | 6     | 0     | —                | —                | —                       | —                       | 6     | 0     |
| Arsenal Argentina | 1.ª        | 2021       | 16    | 0     | —                | —                | —                       | —                       | 16    | 0     |
| Arsenal Argentina | 1.ª        | 2022       | 37    | 10    | 1                | 0                | —                       | —                       | 38    | 10    |
| Arsenal Argentina | Total club | Total club | 59    | 10    | 1                | 0                | 0                       | 0                       | 60    | 10    |
| Total club        | Total club | Total club | 59    | 10    | 1                | 0                | 0                       | 0                       | 60    | 10    |
| 1. 2.             |            |            |       |       |                  |                  |                         |                         |       |       |